# Karl-Wilhelm Hofmann
Karl-Wilhelm Hofmann (Reichelsheim, 24 de março de 1921 — Bissel, 26 de março de 1945) foi um piloto de caça alemão da Luftwaffe e recebeu a Cruz de Cavaleiro da Cruz de Ferro durante a Segunda Guerra Mundial. Participou de 260 missões de combate e foi creditado com 44 vitórias aéreas (6 quadrimotores, 13 P-47 Thunderbolt, 10 P-51 Mustang). Todas as suas vitórias, exceto uma, foram reivindicadas na Frente Ocidental e na Defesa do Reich.

## Segunda Guerra Mundial
A Segunda Guerra Mundial na Europa começou na sexta-feira, 1º de setembro de 1939, quando as forças alemãs invadiram a Polônia. Em 11 de junho de 1942, Hofman foi transferido do Ergänzungs-Jagdgruppe West, uma unidade de treinamento suplementar para pilotos de caça destinada a lutar na Frente Ocidental, para o 1. Staffel do Jagdgeschwader 26 "Schlageter" (JG 26), um esquadrão do I. Gruppe. Na época, o I. Gruppe era comandado pelo Hauptmann Johannes Seifert enquanto o 1. Staffel era chefiado pelo Oberleutnant Josef Haiböck. O Gruppe foi equipado com o Focke-Wulf Fw 190 A e baseado em Saint-Omer-Arques, lutando contra a Força Aérea Real (RAF). Em 11 de outubro, o Comando de Caças da RAF atacou Saint-Omer. Em defesa deste ataque, Hofmann reivindicou sua primeira vitória aérea, um caça Supermarine Spitfire do Esquadrão N.º 64 abatido 5
 quilômetros (3,1 milhas) a oeste de Cassel. Em 9 de dezembro, ele fez um pouso forçado 5 km (3,1 mi) ao norte de Watten em seu Fw 190 A-4 (Werknummer 5617—número de fábrica) devido a falha do motor. Ele sofreu ferimentos graves e foi hospitalizado por muitos meses.

### Frente Oriental

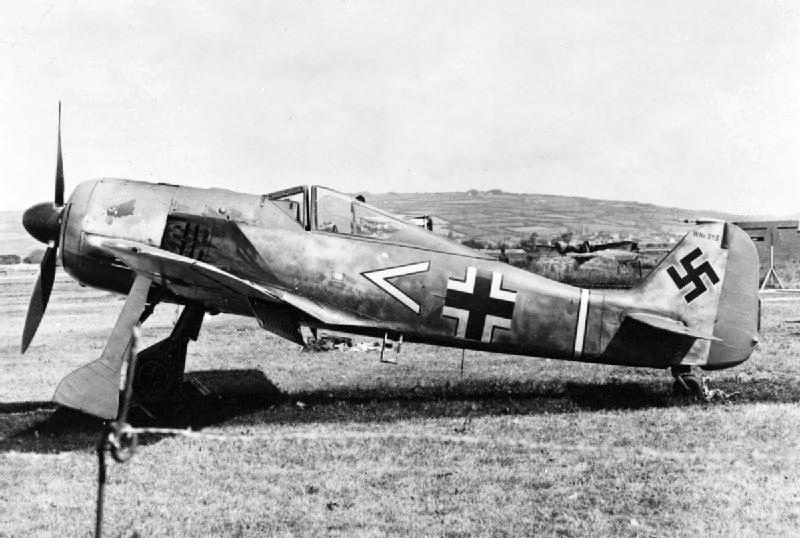
Um caça Focke-Wulf Fw 190 semelhante aos pilotados por Hofmann.

Após um longo período de convalescença, Hofmann voltou para o 1. Staffel em 31 de março de 1943. O I. Gruppe do JG 26 havia sido enviado para a Frente Oriental no final de janeiro de 1943 como parte do plano de troca do JG 26 pelo Jagdgeschwader 54 (JG 54). Na época do retorno de Hofmann à sua unidade, o Gruppe estava baseado em Dno e lutava nas proximidades de Demyansk em apoio ao 16º Exército e ao 18º Exército. Ele conquistou sua única vitória aérea na Frente Oriental em 14 de maio, quando abateu um caça Lavochkin-Gorbunov-Gudkov LaGG-3 em combate a leste de Briansk. No final de maio, o Major Seifert foi substituído pelo Major Fritz Losigkeit como comandante do I. Gruppe. Em 6 de junho, o Gruppe começou a se deslocar de volta para a Frente Ocidental, primeiro para Varsóvia e, depois, para Brandenburg-Briest e Rheine. Antes, a transferência foi concluída, Losigkeit foi substituído por Hauptmann Karl Borris como Gruppenkommandeur do I. Gruppe.

### Frente Ocidental
O Gruppe chegou à França em 10 de junho e estava baseado em um campo de aviação em Poix-de-Picardie. Hofmann foi transferido do 1. Staffel para o 10. Staffel em 28 de setembro. O comandante do 10. Staffel era Hauptmann Rudolf Leuschel, o Staffel foi renomeado em 1 de outubro e a partir de então ficou conhecido como 8. Staffele um esquadrão do III. Gruppe comandado pelo Major Klaus Mietusch. Em 18 de outubro, as Forças Aéreas do Exército dos Estados Unidos (USAAF) alvejaram Düren, mas os bombardeiros foram chamados de volta do Mar do Norte devido ao mau tempo. A força de ataque foi acompanhada por vários caças Lockheed P-38 Lightning, Republic P-47 Thunderbolt e Spitfire, que tinham a missão de limpar a área costeira dos caças da Luftwaffe. O III. Gruppe encontrou os Spitfires do Esquadrão N.º 132 perto de Béthune. Neste encontro, Hofmann reivindicou um Spitfire abatido perto de Ardes.
Em 4 de janeiro 1944, a Oitava e a Nona Força Aérea da USAAF, juntamente com a Segunda Força Aérea Táctica da RAF, atacaram vários locais com bombas voadoras V-1, bem como campos de aviação da Luftwaffe na Alemanha e em território ocupado pelos alemães. Em apoio a esta missão, dois Spitfires do Esquadrão N.º 501 estavam em uma missão de reconhecimento, fotografando o alvo em Ligescourt. Hofmann derrubou um dos Spitfires que caiu perto de Rue. Três dias depois, a Oitava Força Aérea da USAAF bombardeou a fábrica química IG Farben em Ludwigshafen. Em defesa deste ataque, Hofmann reivindicou seu primeiro bombardeiro pesado destruído, um Boeing B-17 Flying Fortress abatido 8 km (5,0 mi) a leste de La Calique, localizado a leste de Bolonha do Mar. Em 11 de janeiro, Hofmann foi creditado com um endgültige Vernichtung (destruição final), um golpe de misericórdia infligido a um bombardeiro pesado já danificado. Enquanto a 2.ª Divisão Aérea e a maior parte da 3.ª Divisão Aérea foram chamados devido ao agravamento das condições meteorológicas, a 1.ª Divisão Aérea bombardeou com sucesso a fábrica Focke Wulf em Oschersleben. A USAAF perdeu 42 bombardeiros B-17 naquele dia, incluindo o B-17 destruído por Hofmann 4 km (2,5 mi) a noroeste de Rheine. Em 28 de janeiro de 1944, Hofmann derrubou uma aeronave de reconhecimento tático P-51 do Esquadrão N.º 2 perto de Abbeville. No dia seguinte, ele reivindicou seu terceiro bombardeiro pesado destruído, um bombardeiro B-17 abatido ao norte de Lutrebois. Naquele dia, a USAAF havia atacado alvos na área metropolitana de Frankfurt. Em 12 de abril, Hofmann reivindicou seu quinto bombardeiro pesado destruído quando ele abateu um B-24.

### Líder do esquadrão
Em 25 de fevereiro de 1944, o Staffelkapitän do 8. Staffel, Hauptmann Rudolf Leuschel, foi morto em combate. No dia seguinte, Hofmann sucedeu Leuschel como comandante do 8. Staffel. Em 8 de junho, dois dias após o desembarque na Normandia, ele reivindicou três caças da USAAF abatidos em combate nas proximidades de Caen. Hofmann recebeu a Cruz Germânica em Ouro (Deutsches Kreuz in Gold) em 22 de julho. Na época, ele foi creditado com 26 vitórias aéreas, 13 das quais após a Invasão da Normandia. Em 21 de setembro, durante a Batalha de Arnhem, Hofmann abateu uma aeronave de transporte Douglas C-47 Skytrain desarmada em uma missão para lançar reforços para a 1.ª Divisão Aerotransportada Britânica.
Em 21 de outubro, Hofmann, que pilotava um Fw 190 A-9, foi levemente ferido em combate com um P-38 do 474.º Grupo de Caças ao sul de Viersen. No dia seguinte, ele foi novamente ferido em um acidente de solo enquanto examinava uma metralhadora aérea removida. O ferrolho fechou inesperadamente, atingindo-o no olho esquerdo. Ele manteve a visão, mas perdeu a capacidade de foco. Recusando-se a hospitalização, ele continuou voando em missões de combate usando tapa-olho. Temporariamente, o comando de seu 8. Staffel foi passado para o Leutnant Wilhelm Mayer. Hofmann recebeu a Cruz de Cavaleiro da Cruz de Ferro (Ritterkreuz des Eisernen Kreuzes) dois dias depois.
O Oberleutnant Heinz-Gerhard Vogt, o Staffelkapitän do 5. Staffel, foi morto em ação em 14 de janeiro de 1945. No dia seguinte, Hofmann foi transferido para o II. Gruppe, na altura sob o comando do Major Anton Hackl, assumiu o comando do 5. Staffel, mantendo oficialmente o comando do seu 8. Staffel até 15 de fevereiro. Hofmann conquistou sua 44.ª e última vitória aérea em 26 de março de 1945. Seu oponente era o piloto C. A. Ligtenstein voando em um Hawker Tempest do Esquadrão N.º 33. Ligtenstein resgatado com segurança após o combate a sudeste de Münster. Pouco depois, Hofmann também foi abatido em seu Fw 190 D-9, presumivelmente por um piloto da Luftwaffe do I. Gruppe. Ele conseguiu saltar para fora, a altitude era muito baixa para seu paraquedas abrir totalmente e ele caiu para a morte. Seu corpo foi recuperado em 2 de abril perto de Haselünne. Oberfähnrich Erich Schneider foi acusado de atirar em Hofmann e julgado na sede da 14.ª Divisão Aérea, mas foi absolvido.

## Sumário da carreira

### Reivindicações de vitórias aéreas
Matthews e Foreman, autores de Luftwaffe Aces — Biographies and Victory Claims, pesquisaram os Arquivos Federais Alemães e encontraram registros de 44 vitórias aéreas em 260 missões de combate. Este número inclui uma vitória aérea na Frente Oriental e 43 sobre os Aliados Ocidentais, incluindo seis bombardeiros quadrimotores.
As reivindicações de vitória foram registradas em um mapa de referência (PQ = Planquadrat), por exemplo "PQ 35 Ost 44184". O mapa da grade da Luftwaffe (Jägermeldenetz) cobria toda a Europa, oeste da Rússia e norte da África e era composto de retângulos medindo 15 minutos de latitude por 30 minutos de longitude, uma área de cerca de 930 km². Esses setores foram então subdivididos em 36 unidades menores para dar uma área de localização de 3 × 4 km de tamanho.
| Crônica de vitórias aéreas | Crônica de vitórias aéreas | Crônica de vitórias aéreas | Crônica de vitórias aéreas | Crônica de vitórias aéreas                                      | Crônica de vitórias aéreas | Crônica de vitórias aéreas | Crônica de vitórias aéreas | Crônica de vitórias aéreas | Crônica de vitórias aéreas              |
| --- | -------------------------- | -------------------------- | -------------------------- | --------------------------------------------------------------- | -------------------------- | -------------------------- | -------------------------- | -------------------------- | --------------------------------------- |
| Isso junto com o * (asterisco) indica um Herausschuss (tiro de separação)—um bombardeiro pesado severamente danificado forçado a se separar de sua caixa de combate, o que foi contado como uma vitória aérea. Isso junto com o & (e comercial) indica um endgültige Vernichtung (destruição final)—um golpe de misericórdia infligido a um bombardeiro pesado já danificado. Este e o ? (ponto de interrogação) indica discrepâncias de informações listadas por Prien, Stemmer, Rodeike, Bock, Matthews e Foreman. |                            |                            |                            |                                                                 |                            |                            |                            |                            |                                         |
| Nº | Data                       | Hora                       | Modelo                     | Localização                                                     | Nº                         | Data                       | Hora                       | Modelo                     | Localização                             |
| – 1. Staffel do Jagdgeschwader 26 "Schlageter" – Na Frente Ocidental — 11 de junho – 9 de dezembro de 1942 |                            |                            |                            |                                                                 |                            |                            |                            |                            |                                         |
| 1. | 11 de outubro de 1942      | 15:40                      | Spitfire                   | 5 km (3,1 mi) a oeste de Cassel                                 |                            |                            |                            |                            |                                         |
| – 1. Staffel do Jagdgeschwader 26 "Schlageter" – Na Frente Oriental — 31 de março – 7 de junho de 1943 |                            |                            |                            |                                                                 |                            |                            |                            |                            |                                         |
| 2. | 14 de maio de 1943         | 07:00                      | LaGG-3?                    | PQ 35 Ost 44184                                                 |                            |                            |                            |                            |                                         |
| – 8. Staffel do Jagdgeschwader 26 "Schlageter" – Frente Ocidental e Defesa do Reich — 10 de junho de 1943 – 31 de dezembro de 1944 |                            |                            |                            |                                                                 |                            |                            |                            |                            |                                         |
| 3. | 18 de outubro de 1943      | 14:20                      | Spitfire                   | proximidade de Ardres                                           | 22.                        | 24 de junho de 1944        | 07:22                      | P-51                       | 25 km (16 mi) a oeste-sudoeste de Dreux |
| 4. | 4 de janeiro de 1944       | 16:10                      | Spitfire                   | perto de Rue Hesdin                                             | 23.                        | 24 de junho de 1944        | 21:32                      | P-47                       | oeste de Dreux                          |
| 5. | 7 de janeiro de 1944       | 13:50?                     | B-17                       | 8 km (5,0 mi) a leste de La Calique a leste de Boulogne-sur-Mer | 24.                        | 25 de junho de 1944        | 15:30                      | P-38                       | oeste de Rouen                          |
| 6. | 11 de janeiro de 1944      | 13:18                      | B-17&                      | 4 km (2,5 mi) a noroeste de Rheine                              | 25.                        | 29 de junho de 1944        | 08:48                      | Spitfire                   | 10 km (6,2 mi) a sudoeste de Lisieux    |
| 7. | 28 de janeiro de 1944      | 13:53                      | P-51                       | entre Abbeville e Berck                                         | 26.                        | 10 de julho de 1944        | 11:35                      | Spitfire                   | nordeste de Caen                        |
| 8. | 29 de janeiro de 1944      | 13:30                      | B-17                       | 2 km (1,2 mi) ao norte de Lutrebois                             | 27.                        | 15 de agosto de 1944       | 12:34                      | P-47                       | Versalhes                               |
| 9. | 8 de março de 1944         | 14:20                      | P-51                       | 17 km (11 mi) a oeste de Torgau                                 | 28.                        | 17 de agosto de 1944       | 16:22                      | Spitfire                   | noroeste de Rouen                       |
| 10. | 15 de março de 1944        | 12:15                      | B-24                       | noroeste de Gevelsberg                                          | 29.                        | 18 de agosto de 1944       | 08:22                      | P-51                       | Beauvais                                |
| 11. | 12 de abril de 1944        | 13:40                      | B-24                       | 52 km (32 mi) a leste de Charleville                            | 30.                        | 20 de agosto de 1944       | 16:02                      | P-47                       | noroeste de Paris                       |
| 12. | 13 de abril de 1944        | 13:44                      | P-47                       | proximidade de Trier                                            | 31.                        | 20 de agosto de 1944       | 20:03                      | P-47                       | oeste de Rouen                          |
| 13. | 9 de maio de 1944          | 09:40?                     | P-51                       | 13 km (8,1 mi) a oeste-noroeste de Turnhout ao sul de Malmedy   | 32.                        | 23 de agosto de 1944       | 13:46                      | Spitfire                   | nordeste de Paris                       |
| 14. | 8 de junho de 1944         | 06:05                      | P-51                       | noroeste de Caen                                                | 33.                        | 25 de agosto de 1944       | 13:53                      | P-38                       | oeste de Beauvais                       |
| 15. | 8 de junho de 1944         | 16:50                      | P-47                       | 20 km (12 mi) a sudeste de Caen                                 | 34.                        | 25 de agosto de 1944       | 19:00                      | P-51                       | ao norte de Soissons                    |
| 16. | 8 de junho de 1944         | 17:05                      | P-47                       | oeste de Rouen                                                  | 35.                        | 25 de agosto de 1944       | 19:04                      | P-51                       | ao norte de Soissons                    |
| 17. | 10 de junho de 1944        | 14:28                      | P-47                       | noroeste de Lisieux                                             | 36.                        | 28 de agosto de 1944       | 12:10                      | Auster                     | Melun                                   |
| 18. | 12 de junho de 1944        | 06:25                      | P-47                       | 40 km (25 mi) a sudeste de Rouen                                | 37.                        | 17 de setembro de 1944     | 14:40                      | P-51                       | Emmerich                                |
| 19. | 17 de junho de 1944        | 13:35                      | P-47                       | Saint-Lô                                                        | 38.                        | 21 de setembro de 1944     | 17:20                      | C-47                       | Deelen                                  |
| 20. | 22 de junho de 1944        | 19:10                      | B-24*                      | sudeste de Paris                                                | 39.                        | 21 de setembro de 1944     | 17:33                      | P-47                       | Zwolle                                  |
| 21. | 23 de junho de 1944        | 13:08                      | P-51                       | nordeste de Caen                                                | 40.                        | 2 de outubro de 1944       | 12:10?                     | Spitfire                   | Kleve-Nijmegen                          |
| – 5. Staffel do Jagdgeschwader 26 "Schlageter" – Defesa do Reich — 15 de fevereiro – 26 de março de 1945 |                            |                            |                            |                                                                 |                            |                            |                            |                            |                                         |
| 41. | 28 de fevereiro de 1945    | 12:23                      | P-47                       | proximidade de München Gladbach                                 | 43.                        | 1 de março de 1945         | 09:36                      | P-47                       | proximidade de München Gladbach         |
| 42. | 1 de março de 1945         | 09:32                      | Auster                     | proximidade de München Gladbach                                 | 44.                        | 26 de março de 1945        | 15:32                      | Tempest                    | sudoeste de Münster                     |

### Condecorações
- Cruz de Ferro (1939)
  - 2ª classe
  - 1ª classe
- Cruz Germânica em Ouro (23 de julho de 1944) como Leutnant no 8./JG 26[70]
- Cruz de Cavaleiro da Cruz de Ferro (24 de outubro de 1944) como Oberleutnant da reserva e piloto no 8./JG 26[71]